# Baliosus pectoralis
Baliosus pectoralis es un coleóptero de la familia Chrysomelidae.
Fue descrita científicamente por primera vez en 1864 por Baly.